# Funaria porteri
Funaria porteri är en bladmossart som beskrevs av Thériot 1929. Funaria porteri ingår i släktet spåmossor, och familjen Funariaceae. Inga underarter finns listade i Catalogue of Life.